# Jeremiah Denton

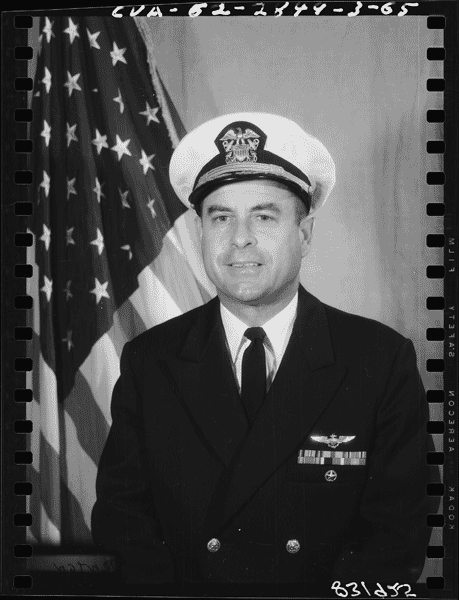
US Navy Commander Jeremiah A. Denton, Jr (1965)

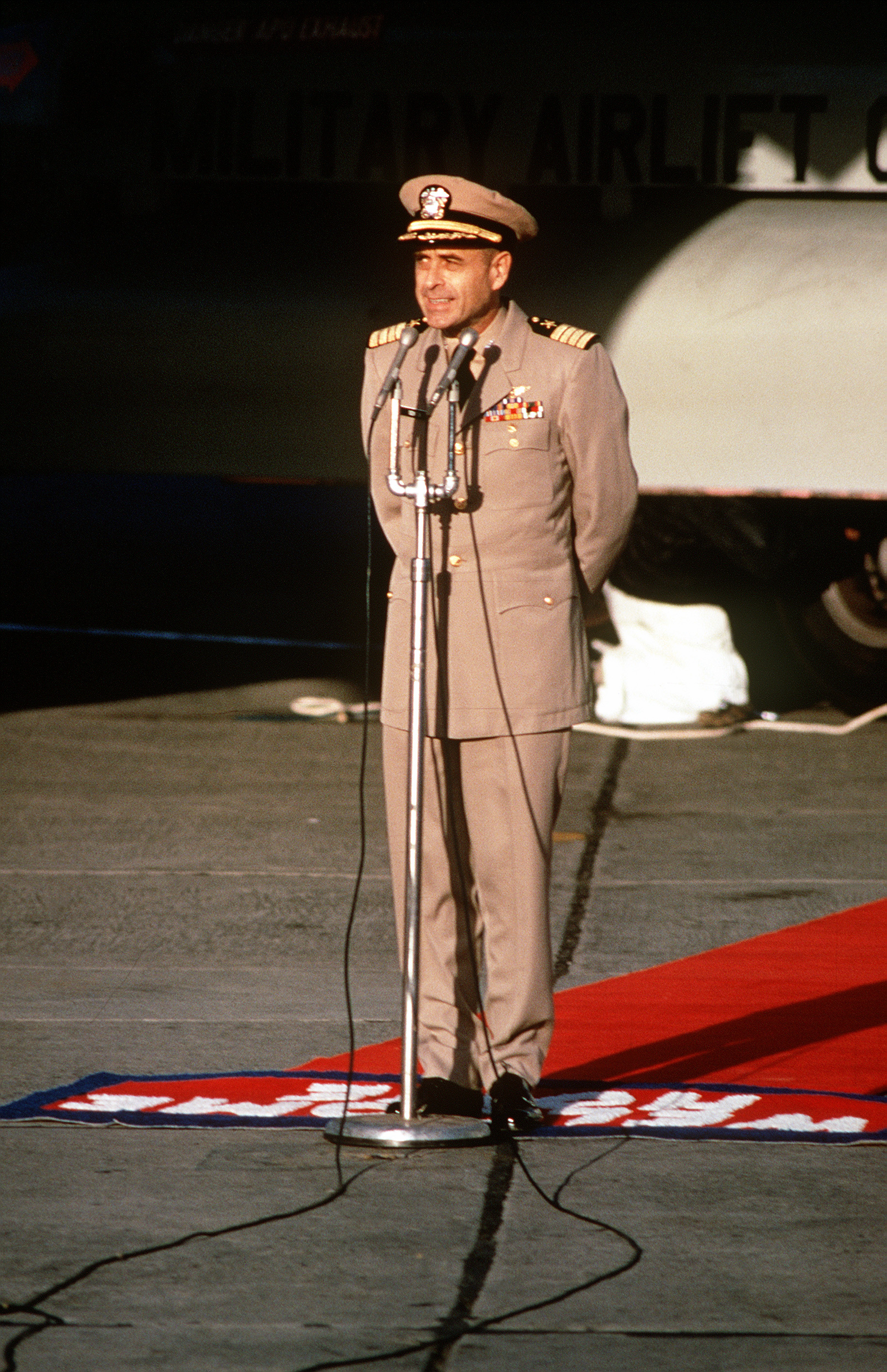
Captain Denton bei einer Rede nach der Rückkehr aus vietnamesischer Gefangenschaft

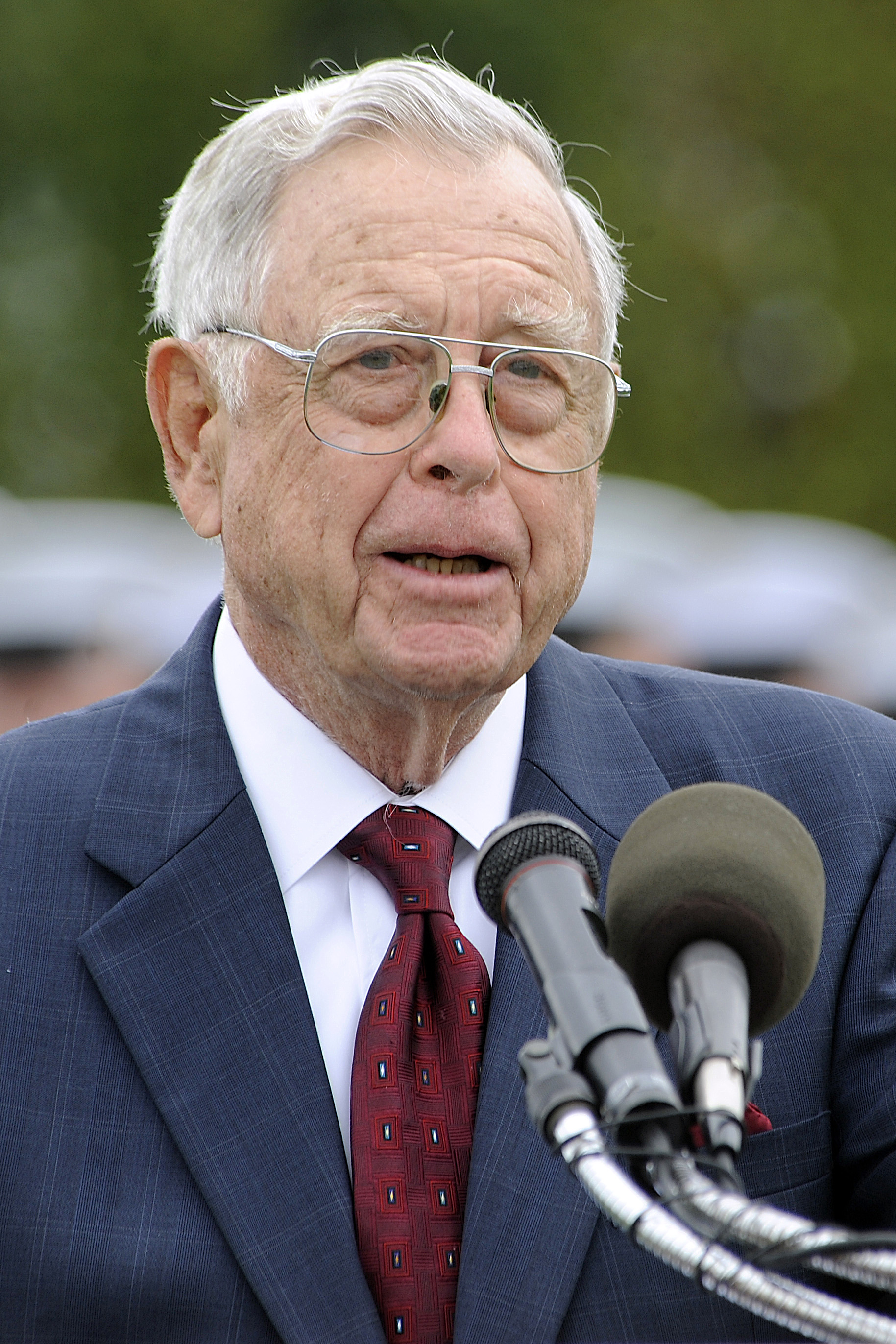
Jeremiah Andrew Denton jr. (2009)

Jeremiah Andrew Denton jr. (* 15. Juli 1924 in Mobile, Alabama; † 28. März 2014 in Virginia Beach, Virginia) war ein US-amerikanischer Politiker (Republikaner) und Konteradmiral der US Navy. Er verbrachte acht Jahre seines Lebens in vietnamesischer Gefangenschaft, worüber er auch ein Buch schrieb.

## Karriere

### Militärische Karriere
Denton war auf der katholischen High-School McGill Institute und auf dem Spring Hill College, bevor er ab 1946 an der United States Naval Academy studierte. In den 34 Jahren seiner Laufbahn leistete er Marinedienst auf zahlreichen Schiffen sowie auf vielen Luftfahrzeugen wie auf Luftschiffen. Am meisten arbeitete er bei Navy-Operationen, doch er diente auch als Fluglehrer, Testpilot und Staffelkommandant.
1957 war er maßgeblich am Haystack Concept beteiligt, welches Taktik und Einsatz von Nuklearwaffen bei der Marine revolutionierte. Während dieser Zeit hatte er den Rang des Commanders erreicht. Denton beendete sein Studium am Armed Forces Staff College und Naval War College, wo seine Arbeit über International affairs, etwa Internationale Angelegenheiten, höchste Anerkennung erhielt, indem er dafür den President’s Award erhielt. Im Jahre 1964 erhielt er den Titel eines Master of Arts in international affairs von der George Washington University.
Im Vietnamkrieg war Denton an der Bombardierung der Stadt Thanh Hóa beteiligt, wobei er gefangen genommen wurde. Er verbrachte acht Jahre in Gefangenschaft, vier davon in Einzelhaft. Bekannt wurde Denton 1966 mit einem Fernsehinterview, zu dem er als Gefangener gezwungen wurde. In diesem Interview blinzelte er im Morsecode das Wort TORTURE, wodurch er mitteilte, dass die Kriegsgefangenen der Vietkong gefoltert werden würden. Es wurde ihm auch die Frage gestellt, ob er den Vietnamkrieg unterstütze. Er wich geschickt aus, betonte aber, in dieser Frage immer zu seiner Regierung zu stehen. Für seinen fortwährenden Widerstand gegen die Vietkong wurde er später mit dem Navy Cross ausgezeichnet.
Er wurde 1973 aus der Gefangenschaft entlassen und hielt, nachdem er amerikanischen Boden erreicht hatte, folgende kurze Rede:

„Wir fühlen uns geehrt, dass wir die Gelegenheit hatten, unserem Land zu dienen, unter schwierigen Umständen. Wir sind unserem Commander-in-Chief und unserer Nation zutiefst dankbar für diesen Tag. Gott segne Amerika.“

Er zog sich später aus der Marine mit dem Rang eines Rear Admiral zurück. Sein Buch über die Gefangenschaft unter dem Titel When Hell was in Session wurde 1979 mit Hal Holbrook in der Hauptrolle verfilmt.

### Politische Karriere

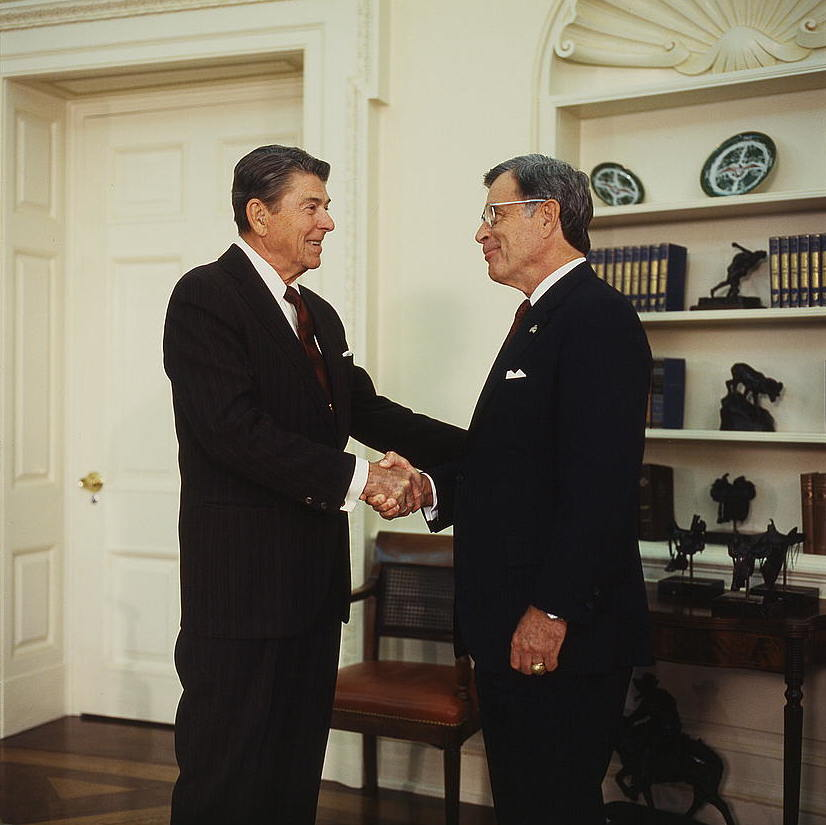
Denton mit US-Präsident Ronald Reagan (1986)

Von 1978 bis 1980 war Denton der Berater seines Freundes und CBN-Gründers Pat Robertson. Während dieser Zeit sprachen sich beide mehrmals für die Unterstützung der Contras in El Salvador aus. Im Jahr 1980 kandidierte der ehemalige Admiral für die Republikaner für den US-Senat und errang einen Sitz für seinen Heimatstaat Alabama. Damit wurde er der erste und bislang einzige zurückgetretene Admiral, der in den US-Senat gewählt wurde. Er vertrat politisch dabei eine konservative und nationale Richtung. 1986 musste er sich bei der Wiederwahl knapp dem konservativen Demokraten Richard Shelby geschlagen geben.
Denton äußerte sich 2004 kritisch über den demokratischen Präsidentschaftskandidaten John Kerry.